# Hans-Dietrich Ernst

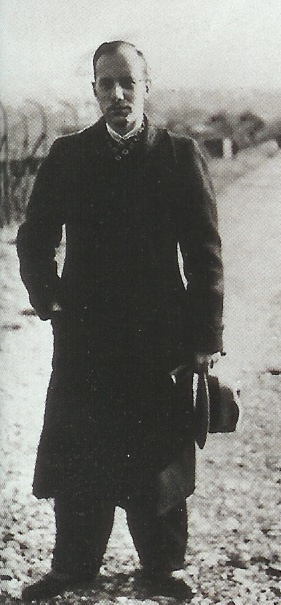
Hans Dietrich Ernst (1942)

Hans Dietrich Ernst (* 3. November 1908 in Oppeln; † 23. November 1986 in Leer) war ein deutscher Jurist, SS-Sturmbannführer und SD-Mitarbeiter, der während des Zweiten Weltkrieges im deutsch besetzten Frankreich als Kommandeur der Sicherheitspolizei und des SD (KdS) in Angers eingesetzt und dort für Deportationen von Juden verantwortlich war.

## Leben

### Studium und Drittes Reich
Der Richtersohn absolvierte nach dem Abschluss seiner Schullaufbahn ein Studium der Rechtswissenschaft. Zum 1. Dezember 1932 trat er der NSDAP bei (Mitgliedsnummer 1.413.114). Nach dem Rechtsreferendariat und Studienabschluss war er in der Innenverwaltung in Hamburg und Berlin tätig und unmittelbar nach dem Anschluss Österreichs bis Ende 1939 in der Dienststelle des „Reichskommissars für die Wiedervereinigung Österreichs mit dem Deutschen Reiche“. Nach Beginn des Zweiten Weltkrieges wurde er 1940 im Rahmen seiner Tätigkeit bei der Hamburger Senatsverwaltung zum Regierungsrat ernannt. Kurz darauf wurde er Stellvertreter des Landrates in Tegel im Regierungsbezirk Karlsbad. Er wurde bis zum Oberregierungsrat befördert.
Nach dem Westfeldzug war er im deutsch besetzten Frankreich als Kriegsverwaltungsrat bei der Militärverwaltung in Dux eingesetzt und ab 1941 in Bordeaux als Referent für Polizeisachen bei der dortigen Feldkommandantur. Anfang Juni 1942 wurde er Kommandeur der Sicherheitspolizei und des SD (KdS) in Angers. Sein Stellvertreter war hier Friedrich Busch. Zu Beginn seiner Tätigkeit als KdS erhielt Ernst aufgrund dieser Funktion den Angleichungsdienstgrad SS-Hauptsturmführer. Unter seinem Kommando ging am 20. Juli 1942 ein Judentransport von Angers in das KZ Auschwitz-Birkenau ab. Ernst räumte im August 1944 im Zuge der vorrückenden Alliierten seinen Dienstsitz als KdS Angers.

### Nach dem Krieg
Nach Kriegsende befand sich Ernst in amerikanischer Internierung, aus der er jedoch fliehen konnte. Danach tauchte er in Leipzig unter, wurde jedoch durch Angehörige der sowjetischen Besatzungsmacht festgenommen und nach einem Verfahren zu zwanzig Jahren Zwangsarbeit verurteilt. Im Arbeitslager Workuta des Gulags war er von 1947 bis 1956 inhaftiert und wurde als Amnestierter freigelassen. Während seiner Internierung in der Sowjetunion wurde er in Abwesenheit dreimal zum Tode verurteilt aufgrund von Verbrechen gegen französische Staatsbürger.
Während seiner Abwesenheit fand auf Initiative seiner Ehefrau 1951 ein Spruchkammerverfahren statt, in dem sie für ihren in der Sowjetunion vermisst geglaubten Mannes auftrat. Seine Ehefrau hatte dieses Verfahren angestrengt, um nach der 131er-Regelung finanziell abgesichert zu sein. Ernst wurde in dem Entnazifizierungsverfahren als Unterstützer des Nationalsozialismus eingeordnet und hätte bei einer Wiedereinstellung in den öffentlichen Dienst geringere Bezüge erhalten sowie eine fünfjährige Beförderungssperre. Seine Ehefrau erhielt dennoch nach der 131-Regelung eine finanzielle Versorgung.
Nach seiner Entlassung zog Ernst Anfang 1956 nach Leer zu seiner Ehefrau und erhielt eine Haftentschädigung von 5.520 DM. Auf Initiative der Zentralen Rechtsschutzstelle (ZRS) wurde Ernst durch den Verband der Heimkehrer vor der Einreise nach Frankreich gewarnt. Aufgrund seines Entnazifizierungsstatus konnte Ernst nicht in den öffentlichen Dienst zurückkehren, erhielt jedoch Bezüge. Ab 1958 war er in Leer als Rechtsanwalt zugelassen und ab 1964 auch als Notar. Gegen Ernst, auf den die Zentrale Stelle der Landesjustizverwaltungen 1965 aufmerksam wurde und der ins Visier der Nazijäger Serge und Beate Klarsfeld geriet, wurden mehrfach Ermittlungen aufgenommen. Während einer Vernehmung im März 1977 leugnete Ernst die Judendeportationen nicht und berief sich auf die von ihm als KdS seinerseits geforderten Aufgaben. Über den Zielort der Judendeportationen sei er sich nicht bewusst gewesen, da die Züge zunächst ins Sammellager Drancy gegangen seien und er vom Holocaust nichts gewusst habe. Serge Klarsfeld ließ Justizminister Hans-Jochen Vogel 1977 u. a. über Ernst belastendes Material zukommen, das dieser an das Oberlandesgericht Oldenburg weiterleitete. Das OLG Oldenburg entzog 1977 Ernst die Zulassung als Anwalt und als Notar. Nach einem durch Ernst veranlassten Ehrengerichtsverfahren wurden ihm beide Zulassungen wieder erteilt. Gegen Ernst kam es nach den Kampagnen der Klarsfelds in Leer zu Protesten von Franzosen. Ernst gab 1981 im Zuge des gegen ihn eingeleiteten Gerichtsverfahrens beide Zulassungen freiwillig zurück. Wegen der Judendeportationen wurde Ernst 1981 durch die Staatsanwaltschaft des Landgerichts Aurich angeklagt, aufgrund seines Gesundheitszustandes kam es jedoch nicht zur Hauptverhandlung.